# Alte Oder

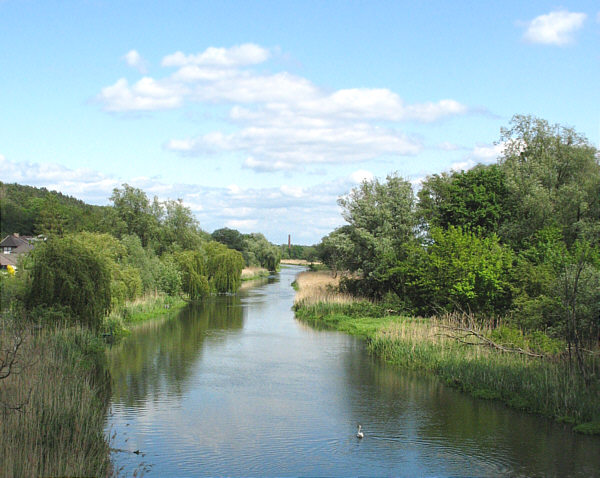
Alte Oder vid Schiffmühle.

Alte Oder är flera flodarmar av floden Oder i östra Tyskland i förbundslandet Brandenburg. Den längsta av dem är 49 km lång och strömmar från söder till norr, passerar Wriezen, Bad Freienwalde och Oderberg och mynnar ut i huvudarmen av Oder.
Namnet betyder "Gamla Oder". Fram till början av 1700-talet gick Oders huvudfåra i det som numera är Alte Oder. Men 1747, efter torrläggning av låglandet Oderbruch, blev Oder uträtad och fick en ny flodbädd. Den gamla huvudströmmen av Oder blev en liten biflod.